# Thoppil Anto
Thoppil Anto (Cochín, 6 de junio de 1940-Ib., 4 de diciembre de 2021) fue un cantante de playback, actor y compositor indio.

## Biografía
Nacido en Cochín, en el estado de Kerala. Era el segundo hijo entre sus tres hermanos, sus padres eran Thoppil Kunjappu y Eliyamma, ambos originarios de Edapally, Cochín. Estudió en la escuela primaria de St. George High School, Edappally. Trabajó como cantante de playback con N. N. Pillai's Nadaka Theater, Vishwa Keralakalasammithi, Kottayam, Peaple's Theater, Kayamkulam y Cochin Samgamithra. Interpretó temas musicales para más de mil obras de teatro.  Comenzó con una compañía de música llamado "Cochin Bando", en la que llevó a cabo en varias etapas. Estaba casado con Thresa, con quien tuvo cuatro hijos.
Debutó como actor de teatro y compositor, en la década de los años 1970 para incursionar en el cine Malayalam. Ha sido reconocido con varias premios, como Kerala Sangeetha Nataka Academy award for light music (1982), the Pravasi Pranava Dhwani Puraskar (2010) y Changampuzha Samskarika Kendram award. Además interpretó temas musicales para películas como Father Damien (1963), Anubhavangale Nandi (1976), Sneham Oru Pravaham (1979) y Veenapoovu (1982). También trabajó como artista de música ligera con "All-India Radio Thrissur", en la década de los años 1960.

## Producción

### Como músico y compositor
- 1998, Maayaamayooram ...	Kalaapam
- 1998, Neethimaan ...	Kalaapam
- 1998, Kaakka penne ...	Kalaapam
- 1998, Neelakkadambin ...	Kalaapam

### Como cantante
- 1973, Aadithyananayum ...	Ragging
- 1979, Maanodum mala ...	Anubhavangale Nandi
- 1983, Maalaveppaan Vanniha ...	Veenapoovu
- 1987, ing Dong (Puthan Thalamura) ...	Ellaavarkkum Nanmakal (Puthan Thalamura)